# فردريك باستيا
فردريك باستيا (Frédéric Bastiat) ولد عام 1801م، هو منظر ليبرالي كلاسيكي واقتصادي سياسي فرنسي، من أنصار المذهب الحر في الاقتصاد، عاش في القرن التاسع عشر ومن الذين كان التفاؤل يلازم أفكارهم على عكس أنصار هذا المذهب في إنكلترا من أمثال توماس مالتوس ودافيد ريكاردو وجون ستيوارت ميل. يعتبره أتباع المدرسة النمساوية للاقتصاد «الاقتصادي النمساوي» الأول.
اتّسمت كتابات باستيا بمهاجمة الاشتراكيين وكذلك بمهاجمة أنصار حماية التجارة في وقت كانت هذه السياسة قد انتشرت في فرنسا وإنكلترا.
من أهم مؤلفاته كتاب (المتناسقات الاقتصادية)، وقد بين فيه أن مصالح الطبقات الاجتماعية تتفق مع بعضها البعض، وقال بأن الدولة لا تصلح للأعمال الاقتصادية ويجب أن تقتصر مهمتها على المحافظة على الأمن الداخلي والدفاع عن سلامة مواطنيها في حالة تعرضها لاعتداء خارجي. وهو كأي ليبرالي كلاسيكي، لا يثق بالحكومات مطلقًا، وعمل في حياته على إثبات نقطته هذه.
وعارض نظرية دافيد ريكاردو في الريع وحاول أن يعلل دخل المالك العقاري بقدر الخدمة التي يؤديها.

## وفاته
توفي فردريك باستيا عام 1850م.

## من مؤلفاته
- الدولة 1848م.
- القانون 1850م (ردمك 978-1-4092-3543-9).

## روابط خارجية
- فردريك باستيا على موقع الموسوعة البريطانية (الإنجليزية)